# Euphyia bicolor
Euphyia bicolor là một loài bướm đêm trong họ Geometridae.